# Herren von Neudeck

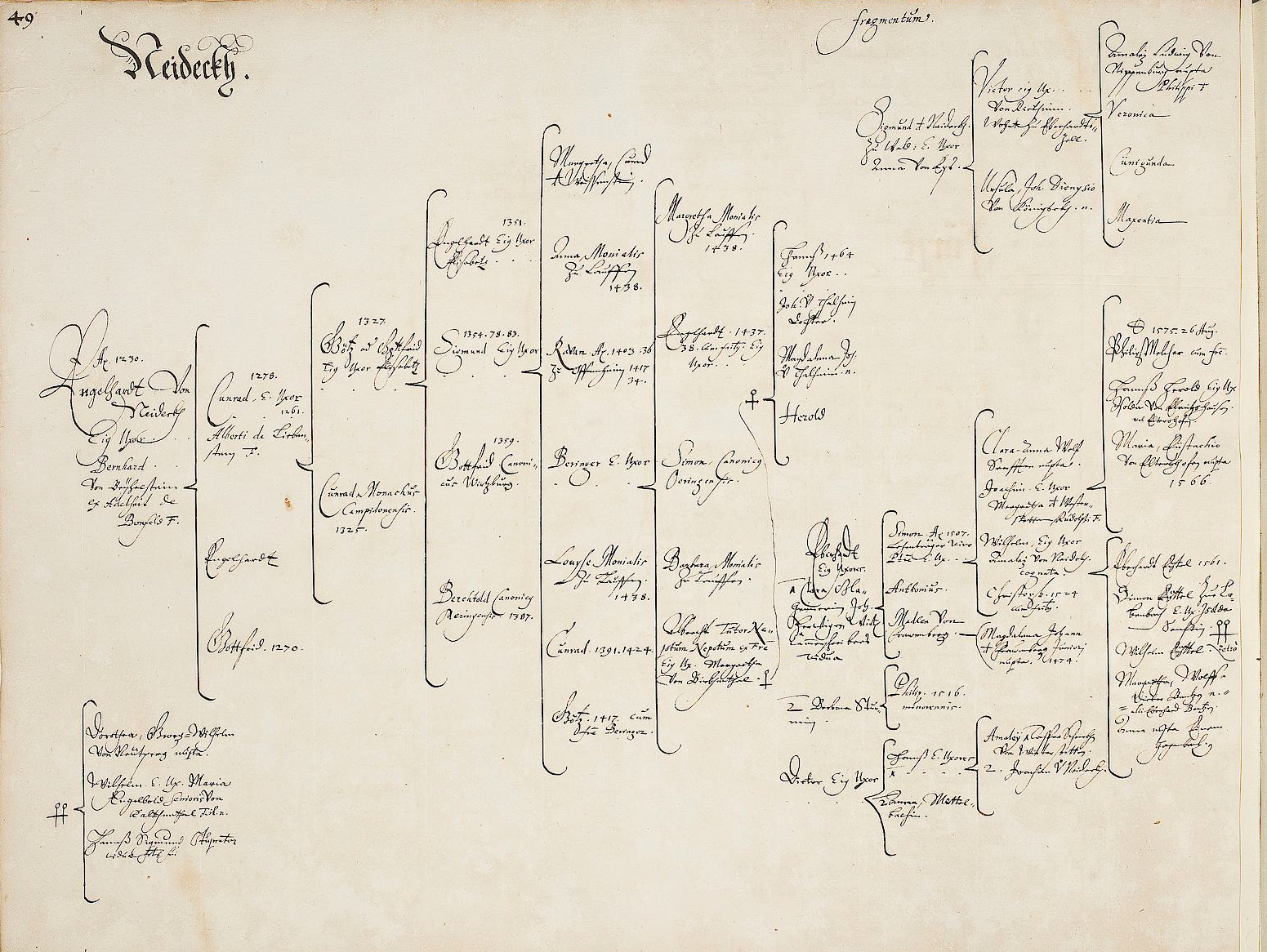
Stammbaum

Die Herren von Neudeck waren ein mittelalterliches Adelsgeschlecht mit Stammsitz auf der Burg Neudeck in Neudeck.

## Geschichte
Die Familie, die auch als Neydeck, Nydeck, Nidek, Nidekke und Nidecge urkundlich auftrat, entstammte der Dienstbarkeit der Grafen von Löwenstein und wird mit einem Engelhard von Neudeck 1215 erstmals erwähnt. Derselbe oder ein anderer Engelhard werden in mehreren Urkunden noch bis 1259 erwähnt. Ein Heinrich von Neudeck war 1232 Zeuge der Brüder Gottfried und Konrad von Hohenlohe bei der Stiftung des Klosters Frauental. Die Neudecker besaßen die Burg Neudeck in Neudeck, zu der auch Beutingen und der in Langenbeutingen aufgegangene Ort Weyer zählten. Der Niedergang der Neudecker setzt bereits im 14. Jahrhundert ein, als sie ihre Besitztümer sukzessive verkauften, zumeist an die Herren von Hohenlohe. Engelhard von Neudeck verkauft 1326 einen Teil von Burg und Dorf Neudeck an Konrad von Helmstatt, einen anderen Teil 1330 an Kraft von Hohenlohe. 1332 und 1334 erfolgten weitere Verkäufe von Anteilen an Neudeck, Beutingen und Weyer. Hermann von Neudeck verkaufte 1341 Güter und Rechte in Baumerlenbach an Hohenlohe. Im selben Jahr nannte sich ein Hermann von Neudeck von Maienfels. Hans von Neudeck veräußerte 1425 einen weiteren Teil von Beutingen inklusive des Kirchsatzes an Hohenlohe. Im 15. Jahrhundert scheinen die Neudeck in bürgerlichen Geschlechtern in Öhringen aufgegangen zu sein, wo 1420 die Geschwister Hans und Anna von Neudeck dem Stift Öhringen eine Hofreite vermachten. Der letzte Vertreter der Familie, ein Sigmund von Neudeck, beging 1588 Selbstmord.